# مجاعة الصومال
المجاعة في الصومال تحصد الأرواح منذ عام 1992 حيث توفى حوالى 220 ألفاً. ثم ضربت البلاد مجاعة أخرى عام 2010 واستمرت حتى عام 2012 وأدت إلى وفاة نحو 260 ألف شخص وحاليًا تعانى الصومال من مجاعة أخرى بسبب موجة الجفاف الشديدة التي تضرب البلاد والناتجة عن ظاهرة النينو المناخية التي ضربت شرق أفريقيا وجنوبها. بالإضافة إلى نقص الغذاء الذي يؤدي إلى حدوث الكثير من حالات الوفاة وكذلك نفوق الحيوانات بأعداد كبيرة. والكثير من حالات الوفاة كانت بسبب مرض الكوليرا الناتج عن نقص المياة النظيفة.